# Tu quoque
Tu quoque, понекад и argumentum ad hominem tu quoque или позив на лицемерје је логичка грешка. Tu quoque је латински израз који се преводи као „ти такође“ или „и ти исто“. Особа која користи tu quoque аргументацију покушава да дискредитује став или тврдњу друге особе тако што наводи да се сама та особа у прошлости није понашала у складу са оним што заступа, или је тврдила супротно од онога што тренутно тврди. С обзиром да се тежиште пребацује на особу која нешто тврди а не на њене аргументе, tu quoque се сматра врстом ad hominem аргумента.

## Примери
- Први случај
  - Особа А критикује понашање П.
  - Међутим и А је крива за П.
  - Грешка: критика понашања П се одбацује.

Пример:
- Особа А: Људи не треба да пију. То је штетна навика.
- Особа Б: Али и ти пијеш.

- Други случај
  - Особа А тврди П.
  - Међутим, А је у прошлости тврдила супротно од П.
  - Грешка: П је погрешно.

Пример:
- Особа А: Новак Ђоковић је бољи тенисер од Рафаела Надала.
- Особа Б: Али раније си говорио да је Надал бољи тенисер од Ђоковића.